# Ужас Аркхэма
«Ужас Аркхэма» (англ. Arkham Horror) — настольная игра по мотивам мифов Г. Ф. Лавкрафта и настольной ролевой системы «Зов Ктулху». Придумана Ричардом Лаунисом (англ. Richard Launius), первое издание было выпущено компанией «Chaosium» в 1987, второе (с другими правилами) компанией «Fantasy Flight Games» в 2005 и перевыпущено в 2007 году. В 2018 году было выпущено третье издание, созданное всё той же Fantasy Flight Games.
Во всех изданиях игры игроки примеряют на себя роль исследователей, которые в 1926 году расследуют странные и жуткие происшествия в городе Аркхем, штат Массачусетс. В городе открываются врата в другие миры, на его улицы выходят злобные монстры, и начинают твориться всяческие безобразия. Если открывается слишком много врат, то в Аркхем приходит один из Древних, и игроки, чтоб спасти мир и себя, должны сразиться с ним.
Цель игры не допустить пришествия в мирный Аркхем Древнего зла, закрыв все врата в городе, или, при неудаче, уничтожить Древнего.

## Краткий обзор игры

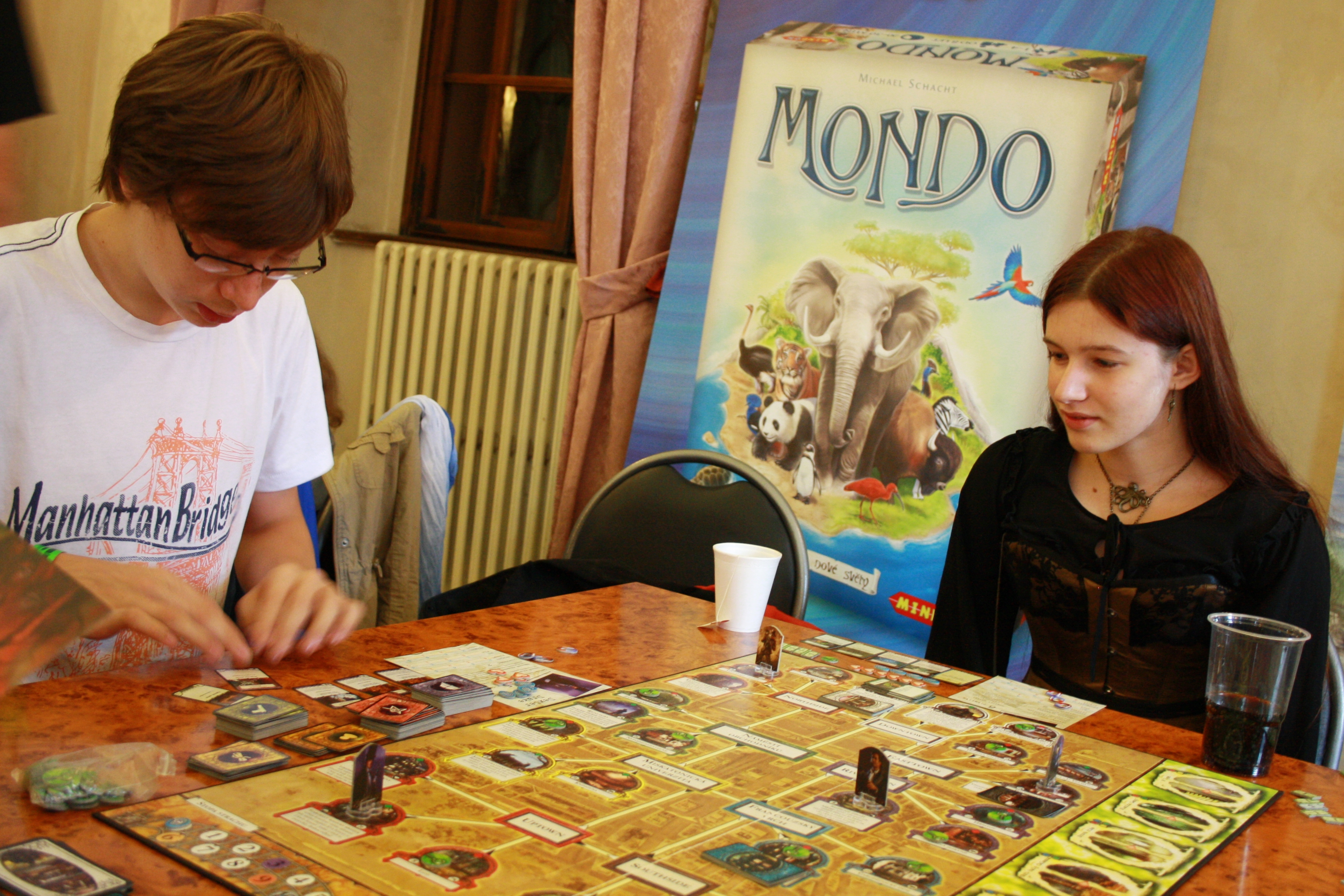
Ужас Аркхема

Игровое поле представляет собой карту выдуманного города Аркхема. Кроме Аркхема, на игровом поле изображены несколько других миров (джунгли Кледа, Р'льех, Страна Снов, Юггот и др.), в которые исследователи могут попасть через открытые врата. Каждый игрок выбирает себе персонажа — исследователя, который изображается специальной карточкой на подставке и обладает определённым набором характеристик, вещей, заклинаний и способностей. В течение игры в городе случайным образом (определяющимся картой «мифа», которую читают в конце хода) открываются все новые и новые врата и из них появляются все новые и новые монстры. Исследователи передвигаются по городу, убегают или сражаются с монстрами, собирают улики, попадают в различные происшествия. Также они могут попасть через врата в другие миры и, вернувшись, попробовать закрыть врата. Как только открываются очередные врата, на «трек безысходности» (англ. Doom Track) кладётся фишка. Если эта шкала заполняется полностью, то есть если было открыто слишком много врат, Древний приходит в Аркхем. В издании игры 1987 года это означало автоматический проигрыш игроков. В издании 2005 года приход Древнего оставляет игрокам шанс на победу, в том случае, если они объединёнными усилиями смогут его победить.

## История
«Ужас Аркхема» изначально задумывался как стратегическая настольная игра, основанная на «Зове Ктулху» — ролевой игре той же компании и должен был носить название «Зов Ктулху: настольная игра». Игра была опубликована в 1987 году и в том же году выиграла в номинации «Лучшая фэнтезийная или научно-фантастическая игра» премии «Origin Awards».
«Ужас Аркхема» был одной из нескольких лавкрафтианских игр, разработанных Ричардом Лаунисом, но стала единственной, которая была опубликована.
Первый тираж игры был очень быстро раскуплен, «Хаосий» несколько раз заявляла о перевыпуске, но это так и не произошло.
В 2004 году права на игру были проданы он-лайновой игровой компании «Скотос», которая передала её на публикацию в «Фэнтези флайт геймз». В этом издании были изменены многие элементы игры, поменялась карта Аркхема, добавился новый тип фишек (улики) и поменялся геймплей. Издание 2005 года (вторая редакция) проиллюстрировано артом, который взят из карточной игры «Зов Ктулху». Новый «Ужас Аркхема» был выпущен в июле 2005 года, и в том же году произошла допечатка тиража.
В 2016 году вышла «Ужас Аркхэма. Карточная игра» — обновленная версия без поля, в которой пересмотрели многие механики, а также добавили сюжет из нескольких сценариев. Третья редакция «Ужаса Аркхема» 2018 года во многом основана на идеях опробованных в карточной версии.
Кроме того, «Ужас Аркхема» породил ещё несколько игр в том же сеттинге: «Особняки безумия» (первая редакция — 2010 год, вторая — 2016), «Знак древних» (2011 год), «Древний ужас» (2013 год) и «Ужас Аркхэма. Последний час» (2019 год).

## Издание 1987 года

Коробка к игре 1987 года

У этого издания, по сравнению с позднейшим, были простые правила. На картах и фишках были либо чёрно-белые рисунки либо силуэты. На карте Аркхема изображены пересекающиеся улицы, поделенные на клетки, и различные здания.
Исследователи могли передвигаться на определённое количество клеток за ход, исходя из выброшенного на кубике числа. У каждого персонажа — исследователя было четыре постоянных параметра: разговорчивость, драка, знание, увёртливость (соответственно fast talk, fight, knowledge, sneak) и определённое количество очков душевного здоровья и силы. Чтобы отмечать количество очков на определённый момент игры использовались скрепки. При определении случайных событий в городе использовалась таблица значений и бросок кубика. Победы можно было достигнуть, закрыв все врата.
Если участникам игры не удавалось предотвратить появление Древнего, то они проигрывали.

## Издание 2005 года
Каждый игрок может выбрать (случайно или преднамеренно) в качестве своего персонажа одного из 16 исследователей, в чьих карточках описана краткая история, дан набор характеристик и уникальных способностей. У каждого персонажа есть своё максимальное значение душевного и физического здоровья (показатели Sanity и Stamina). Также у каждого персонажа своя история, написанная на обороте карточки, свой набор значений шести параметров: скорость — скрытность, бой — сила воли, знание — удача (англ. speed – sneak, fight – will, lore – luck), которые зависят друг от друга (чем выше значение скорости, тем меньше скрытность и наоборот) и могут меняться в начале каждого хода в фазе «Передышка» по определённым правилам.
Каждый персонаж начинает игру с указанным в его карточке количеством обычных предметов, уникальных предметов, навыков, заклинаний, денег и улик и в определённом месте Аркхема.
В начале игры выбирается (случайно или исходя из предпочтений игроков) тот Древний, чьё появление будет угрожать Аркхему. Изначально в игре восемь древних божеств (с выпуском дополнений их количество увеличилось до 24). Если на карточке Древнего указаны какие-то особенности игры с ним, то они выполняются либо до, либо во время игры. Так Ктулху уменьшает на единицу максимальное значение душевного здоровья и жизненных сил у каждого игрока до начала игры, а в процессе игры культисты — разновидность монстров, получает благодаря ему дополнительные бонусы; если Древним выбран Ньярлатотеп, то в игре появляются новые монстры — Маски; культисты Йига, Отца змей, становятся ядовитыми; если Древним выбрана Шудде М’елл, то в Аркхеме во время каждого прорыва монстров происходит землетрясение, разрушающее одну из локаций. Ещё в начале игры перемешиваются все колоды событий и мифов, по карте раскладываются улики, расставляются фишки, изображающие игроков, и читается первая карта «мифа» — карта, которая случайным образом определяет, что происходит во всем городе.
Механика игры основана на броске определённого количества шестигранных кубиков — D6, это количество равно значению какого-то параметра персонажа плюс модификаторы. Кубики кидаются против определённой сложности проверки. Например, если значение параметра «знание» какого-либо персонажа равно 4, а в карточке события указано, что ему надо бросить кубик на знание (−1)[2], это означает, что персонаж бросает 4-1=3 кубика, и на трёх кубиках он должен выбросить два успешных значения — пять или шесть. Большинство проверок, впрочем, требует только одного успешного броска, и в таком случае просто пишется «проверка на знание (−1)».
Если персонаж благословлён (посетил церковь или каким-то образом привлёк к себе внимание высших сил), то успешным броском считается тот, при котором выпало 4, 5 или 6. Если персонаж проклят, то успешным броском считается только 6. Сбросить проклятие можно посетив церковь и пожертвовав там трупы убитых монстров.
В каждый ход игроки могут двигать своих персонажей по игровому полю, сражаться или убегать от монстров, переживать какие-то события в определённых локациях (эти события будут определяться картой события для данной местности) или пытаться выбраться из Других миров. Ещё они могут продавать или покупать вещи или заклинания в некоторых локациях, получить благословение, или поправить пошатнувшееся душевное (в психиатрической клинике) или физическое (в госпитале) здоровье бесплатно или за деньги.
Если исследователь встречает монстра, у него есть два пути — попробовать проскользнуть мимо него (используя параметр скрытность) или вступить с ним в бой. Если исследователь собирается драться (или не прошёл проверку на скрытность), то он должен вначале определить, хватило ли у него душевных сил встретиться с ужасом на улицах Аркхема. Игрок должен бросить кубики на проверку параметра «сила воли» против значения «ужаса», который вызывает монстр. Если игрок проходит проверку, то исследователь может драться с монстром. Если не проходит, то персонаж теряет определённое количество «мозгов» (на фишках душевного здоровья нарисован человеческий мозг) и все равно должен драться с монстром.
Чтобы драться с монстром игрок кидает количество кубиков равное значению параметра «бой» плюс бонусы от орудия (если есть) или от заклинаний (если есть) плюс модификатор от монстра. Если игрок преуспевает при этой проверке, то монстр убит, и исследователь забирает его труп как трофей. Потом этот труп можно продать в доках, обменять в церкви на благословение, но его нельзя отдать другому игроку.
Исследователь может попробовать убежать от монстра, в таком случае игрок кидает кубики на «скрытность». Если ему это удаётся, то его персонаж благополучно сбегает. Если нет, то монстр причиняет определённый урон исследователю, снижая количество очков выносливости, и драка продолжается до тех пор, пока кто-то из участвующих не будет убит или исследователь не сбежит.
В конце каждого хода один из игроков (тот, кто ходил первым) берёт верхнюю карту «мифа» и читает её. В этой карте сказано, в какой локации откроются новые врата, где появляется улика, что происходит в городе. Появившиеся и уже находящиеся в городе монстры двигаются по карте в соответствии с картой «мифа».
При каждом открытии врат на карточку Древнего кладётся фишка судьбы (англ. doom token), показывая насколько он близок к пробуждению. Одной из целей в игре является закрытие всех врат. Это можно сделать тремя способами. Определённой проверкой на «силу» или «знание» врата закрываются, а это значит, что в этой локации в любой ход врата могут открыться вновь. Чтобы запечатать врата, надо либо потратить пять улик, либо запечатать их Знаком Древних. В последнем случае с «шкалы судьбы» на карточке Древнего снимается одна фишка, замедляя его появление.
Как только шкала судьбы заполняется полностью, Древний просыпается, и уцелевшие исследователи должны с ним сразиться. Существует исключение: если в игре просыпается султан демонов Азатот, то он не дерётся с исследователями, а сразу уничтожает весь мир.

## Дополнения
Начиная с «Проклятия тёмного фараона», каждое дополнение, помимо новых карт событий, исследователей и Древних, вносит какой-либо новый элемент в игру. Эти новые элементы, при желании, могут игнорироваться игроками. Чем больше дополнений в игре, тем сложнее сам игровой процесс.

### «Проклятие темного фараона»
Выставка в городе.
В июне 2006 года появилась колода «Проклятие темного фараона» (англ. «Curse of the Dark Pharaoh»). В Мискатоникский университет привезли музейную выставку из Египта — археологические находки, откопанные в одной из гробниц, после чего в городе начались очередные неприятности. В этом дополнении большое внимание уделяется Ньярлатотепу, одному из самых известных лавкрафтианских Древних, и если он выбран в качестве Древнего, угрожающего уничтожить Аркхем, в игру вводятся дополнительные правила.
В «Проклятии тёмного фараона» 166 карт: 76 карт исследователей (22 Вещи с выставки, 21 Заклинание, 7 Союзников и 26 Специальных карт (Изгнание из района, Благодеяние и Порча)) и 90 карт Древних (45 карт Локаций Аркхема, 27 карт Врат, 18 карт Мифов).
В этом дополнении в игру вводятся новые карты: 22 «Вещи с выставки», 18 карт «Изгнание из района», и по 4 карты «Благодеяния» и «Порчи». Вещи с выставки — это карты, схожие с уникальными вещами, с тем исключением, что у них нет стоимости и их нельзя купить или получить в начале игры, их можно получить либо в локациях Аркхема, либо в Других мирах. «Изгнание из района» закрывает незадачливому исследователю, который чем-то досадил жителям Аркхема доступ к тому или иному району. «Благодеяние» и «Порча» сходны по своему действию с «Благословением» и «Проклятием», то есть на какое-то время предоставляют исследователю дополнительные бонусы, но в отличие от последних для каждой карты «Благодеяния» и «Порчи» есть свои индивидуальные условия, при которых они прекращают действовать.
Помимо новых карт, в «Проклятии тёмного фараона» появляется новый тип врат: двойного цвета. Карты с таким цветом дают исследователю возможность незабываемой встречи с каким-либо из Древних во время исследования Других миров.
В игру с дополнением «Проклятие тёмного фараона» можно играть двумя способами. Первый — это временная экспозиция в Аркхеме. В этом случае колоды базовой игры и дополнения не смешиваются, а играются по очереди. Второй — постоянная экспозиция в Аркхеме. Все колоды объединяются, и Тёмный фараон остаётся в Аркхеме на долгое-долгое время.

### «Проклятие Тёмного Фараона (переиздание)»
В 2011 году была издана новая версия «Проклятия Тёмного Фараона». Fantasy Flight Games объяснило это тем, что данное дополнение было самым первым, и не очень сочеталось с дальнейшим развитием игры.
Отличия от первоначальной версии:
- Древние Шёпоты (обозначенные специальным жетоном) слышны на улицах города. Сыщик, окончивший движение на улице с жетоном, вытягивает карту из колоды «выставочных контактов». В ходе этого контакта, можно получить предметы с выставки.

- Изгнание заменено Гражданским патрулём. В случае, если патруль выходит на улицы района, сыщик при прохождении этой улицы должен проходить проверку увёртливости, или он будет арестован.

- В состав игры включён лист предвестника Тёмного фараона. Раньше этот лист можно было скачать с сайта производителя.

### «Ужас Данвича»
Братья Уитли стояли на вершине Холма волшебников…
Второе дополнение называется «Ужас Данвича» (англ. «Dunwich Horror»), и впервые было представлено на Джен Коне (англ. Gen Con) 2006 года. В этом дополнении есть новая карта, карта вымышленной деревушки Данвич, расположенной к северо-западу от Аркхема. Исследователи могут посетить Данвич, если они совершат поездку на поезде с Аркхемского железнодорожного вокзала. Также в этом дополнении есть 4 новых листа Древних (Глааки, Тсатоггуа, Абнот, Шудде М’елл), 8 новых листов исследователей и несколько дополнительных колод.
В этом дополнении если персонаж теряет последнее очко душевного здоровья, он может не сбрасывать улики и половину вещей, а взять карту из новой колоды «Безумия». Он все равно должен будет отправиться в психиатрическую клинику или затеряться в пространстве и времени, но вместо 1 восстановленного очка психического здоровья он восстановит все. Похожим образом действуют карты из новой колоды «Травмы», которые можно сыграть в том случае, если у персонажа не останется ни одного очка выносливости.
При выполнении определённых условий в игру войдёт новый монстр — Данвичский Ужас. Он намного сильнее обычных монстров, но слабее Древних. Его поведение и статистика определяется колодой «Ужас Данвича», состоящей из семи карт. Данвичский Ужас может появляться несколько раз за игру.

### «Король в жёлтом»
Видели ли вы Жёлтый Знак?
Третье дополнение, «Король в жёлтом» (англ. «The King in Yellow»), было заявлено в октябре 2006 и выпущено в июне 2007. Как и «Проклятие темного фараона» это дополнение состоит только из карт. Оно основано на одноимённом рассказе Роберта Чемберса. В город Аркхем прибывает театральная труппа, дающая «Короля в жёлтом» — драму, которая покорила всю Европу. Главной особенностью этого дополнения стало появление карты «Предвестника» (первоначально Короля в жёлтом, глашатая Хастура) — могущественного создания, которое жаждет приблизить приход Древнего. Впоследствии на официальном сайте игры была выложена вторая карта предвестника — Тёмного фараона, аватара Ньярлатотепа.
Всего в дополнении «Король в жёлтом» 180 компонентов: 76 карт исследователей (19 карт Простых вещей, 22 карты Уникальных вещей, 15 карт Заклинаний, 13 карт Упадка, 7 карт Магических эффектов), 90 карт Древних (36 карт Локаций Аркхема, 24 карты Врат, 27 карт Мифов, 3 карты Акта), 1 лист Предвестника (Короля в жёлтом), 10 фишек Жёлтых знаков, 3 жетона Буйных монстров.

### «Ужас Кингспорта»
Там, в тумане, что-то виднеется.
Четвёртое дополнение, «Ужас Кингспорта» (англ. «Kingsport Horror»), вышло в июне 2008 года. В этом дополнении события проходят в Кингспорте, городе, расположенном ниже по течению Мискатоника от Аркхема. В нём представлены новая карта, 4 новых Древних, 2 Предвестника, 3 новых создания — Стража и новая колода «Эпические битвы». Появляются новый тип движения монстров: по воде; и новый тип монстров, избегающий встречи. Все локации Кингспорта стабильны, то есть ни в одном из них не могут открыться межпространственные врата. Некоторые из локаций Кингспорта труднодоступны (дорога туда лежит через другие локации, причём в каждой из них надо делать остановку и контакт). Один из новых исследователей будет охотником за головами, другой будет постоянно проклят, а у двух исследователей сумма очков душевного и физического здоровья будет не равна 10. Ещё добавлены разрывы в пространстве, которые выпускают в Аркхэм новых монстров, и увеличивают трек Древнего. Чтобы предотвратить появление разрывов и закрыть их, сыщики должны исследовать локации Кингспорта.

### «Чёрная коза лесов»
Леса так темны и дремучи.
Пятое дополнение, «Чёрная коза лесов» (англ. «Black Goat of the Woods»), выпущен в августе 2008 года. Основное внимание в этом дополнении уделено Шиб-Ниггурат, Чёрной Козе Лесов с Тысячей Младых, одной из наиболее известных Древних в пантеоне Лавкрафта. Это карточное дополнение, как «Король в жёлтом» и «Проклятие Темного фараона», и оно включает в себя карты членства в культе «Одного из Тысячи» (англ. «One of the Thousand» Cult Membership), которые изменяют контакты в Лесах, Чёрной Пещере и Неприступном Острове в Аркхеме на контакты с культом. Так же в дополнении представлены карты «Порчи» (англ. «Corruption»), представляющие тёмное влияние мифов на исследователей, и собственно лист Предвестника — самой Чёрной Козы Лесов, представляющей серьёзную опасность для исследователей.
Использование листов «Предвестников» (во всех дополнениях, где они имеются) не является обязательным, а представляет собой вариант игры с более высоким уровнем сложности (в и так весьма непростой игре). Кроме этого, в данном дополнении присутствуют специальные карты Сложности. В варианте игры с ними (не обязательном) игроки могут выбрать одну из этих карт в самом начале игры. Две карты сложности делают игру проще, две другие — сложнее, ещё одна представляет нормальный уровень сложности. Вариант игры с картами Сложности можно использовать в любой игре из серии «Ужас Аркхема».
Всего в дополнении «Чёрная коза лесов» 188 компонентов: 90 карт Исследователя (11 карт Простых вещей, 11 карт Уникальных вещей, 4 карты Заклинаний, специальные карты: 8 карт Членства в Культе «Одного из Тысячи», 16 карт Зелёной Порчи, 16 карт Красной Порчи, 24 карты Контактов с Культом), 88 карт Древнего (36 карт Локаций Аркхема, 24 карты Врат, 23 карты Мифов, 5 карт Сложности), 9 фишек монстров и 1 лист Предвестника (Чёрной Козы Лесов).

### «Ужас Иннсмута»
Осмелишься ли ты посмотреть в зеркало?
Шестое дополнение, «Ужас Иннсмута» (англ. «Innsmouth Horror»), вышло 28 мая 2009 года. Оно представляет Иннсмут, прибрежный городок у устья реки Мануксет. Помимо новой карты, очередных исследователей, Древних, новых монстров и Предвестников со Стражами, в этом дополнении есть карты «Личных историй», карта «иннсмутский вид» и новая шкала в дополнение к «шкале ужаса» — «подъём глубинных».

### «Затаившийся у порога»
Седьмое дополнение, «Затаившийся у порога» (англ. «The Lurker at the Threshold») вышло в июле 2010 года.
Базируется на одноимённой повести Августа Дерлета и Говарда Лавкрафта.
Это малое дополнение, включающее в себя нового Предвестника, свыше 100 карт Локаций Аркхема, карт Мифов и Врат. Это дополнение содержит 18 новых жетонов Врат, заменяющих старые и создающих новые правила прохождения Врат.
В этом дополнении появляется новая колода — карты Отношений, описывающих различные типы отношений в которых могут состоять между собой сыщики.
Также добавлена новая механика заключения Тёмных Пактов с Древним.

### «Ужас Мискатоника»
Восьмое дополнение, «Ужас Мискатоника» (англ. «Miskatonic Horror») было выпущено в июле 2011 года.
Мискатоник — название реки, протекающей в Архэме, а также название местного университета. Студенты и преподаватели учебного заведения редко остаются в стороне от происходящих в городе и окрестностях ужасающих событий.
Данное дополнение является расширением выпущенных ранее обновлений и не очень сильно меняет механику игры.
Основные новшества: Институты.
Общественные институты могут оказывать игрокам помощь, в обмен на ресурсы. Институты аналогичны Предвестникам и Стражам, и могут использоваться совместно с ними. В отношении количества — то же правило. Разрешён только один институт.
- Университет «Мискатоник»:

Исследователь может стать студентом или выпускником университета и получить за счёт этого преимущества, запустить экспедицию в соседний город (или воспользоваться транспортом экспедиции), получать книги (из колоды обычных или уникальных предметов) в библиотеке.
- Бюро расследований:

Исследователи могут за улики вербовать агентов, которые в дальнейшем будут уничтожать монстров на улицах.
- Организованная преступность:

В начале игры исследователь может получить задаток или вступить в банду Шелдона (Ужас Данвича).
При аресте исследователь может вызвать адвоката — заплатить деньги и игнорировать арест. Ещё, исследователь за деньги может получить помощь от подпольных врачей и покупать вещи на чёрном рынке.
Обновление «Проклятия Тёмного фараона» расширяет переизданную версию. Для оригинальной версии можно использовать только карты предметов с выставки.
В коробке, за исключением правил, можно найти:
- 7 карт навыков, каждая для одного из предыдущих дополнений;
- 56 карт контактов в иных мирах;
- 43 карты мифа (на некоторых картах указаны 2 локации для открытия ворот — верхняя в Данвиче, Кингспорте или Иннсмуте, а нижняя — в Архэме. Если локация указанная в верхней части недоступна (игра идёт без указанного города) — врата открываются в локации указанной в нижней части);
- 4 справочных листа — на них показаны лимиты открытых врат, монстров в городе, монстров на окраине, в зависимости от количества игроков.

Для «Проклятия Тёмного Фараона»:
- 9 карт выставочных контактов;
- 5 карт предметов с выставки.

Для «Ужаса Данвича»:
- Карты безумия и травм. Если раньше сыщик считался сожранным, получив две одинаковые карты безумия или травмы, то теперь, к этому печальному результату может привести получение карт различных типов.
- 60 карт локаций Данвича;
- 6 карт Ужаса Данвича;
- лист предвестника Ужаса Данвича.

Для «Короля в жёлтом»:
- 7 карт безумия;
- 4 карты действия. Заменяют оригинальные, добавлена увертюра.

Для «Ужаса Кингспорта»:
- 6 карт благословения Ноденса;
- 16 карт видения Гипноса;
- 80 карт локаций Кингспорта;
- 8 карт эпичной битвы.

Для «Чёрной козы лесов»:
- 24 карты контактов культа.

Для «Ужаса Иннсмута»:
- 60 карт локаций Иннсмута;
- 5 карт иннсмутской внешности.

Для «Затаившегося у порога»:
- 6 карт отношений;
- 14 карт часа расплаты.

и новое:
- 8 карт студента Мискатоника;
- 3 листа института;
- 38 фишек агентов;
- 3 жетона экспедиции.

## Переводы на русский язык
На данный момент существует один фанатский и один официальный перевод игры. Официальный перевод выполнен компанией «Smart Limited». Также на русский язык переведены дополнения «Проклятие темного фараона», «Ужас Данвича», «Король в жёлтом», «Ужас Кингспорта» и «Ужас Иннсмута».
Игра была переиздана в 2011 году, в правила были внесены правки, а также были исправлены ошибки первого издания. Новые правила в формате PDF можно скачать в разделе игры на сайте официального интернет-магазина компании «HobbyGames»

## Миниатюры
Кроме всего прочего, компанией «Fantasy Flight Games» выпускаются миниатюры. Представлены все сыщики и монстры. Аналогичные миниатюры, только не раскрашенные входят в комплект игры «Mansions of Madness».

## Награды
- 2006 французская премия Tric Trac — номинация «Игра года»[2].
- 2010 ЛКИ(Лучшие компьютерные игры) — Самая атмосферная настольная игра — 1 место
- 2009 Игра года — «Мир фантастики» — номинант
- 2006 Best Gamer’s Game — BGG Golden Geek — номинант